# Ciklindependens kináz 1
A ciklindependens kináz 1, röviden CDK1, más néven sejtciklusfehérje 2-homológ erősen állandósult szerin/treonin-fehérjekináz, mely a sejtciklus szabályzásában fontos. Nagymértékben tanulmányozták S. cerevisiae belsejében és a fissziós S. pombében, ahol a cdc28, illetve a cdc2 gének kódolják. Ciklinpartnereivel a Cdk1 számos célszubsztrát foszforilációjára képes komplexeket alkot (S. cerevisiaeben több mint 75-öt azonosítottak); e fehérjék foszforilációja a sejtciklus előrehaladását okozza.

## Szerkezet

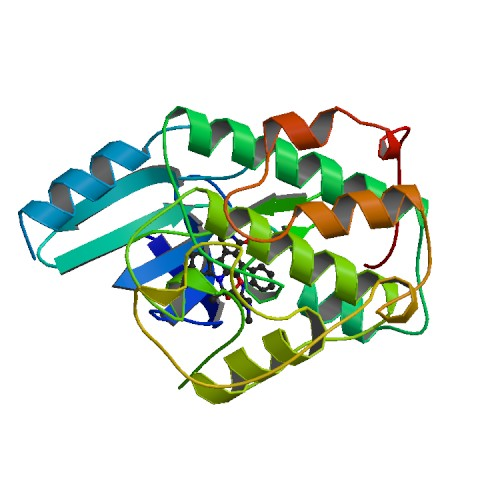
A humán Cdk1-homológ Cdk2 kristályszerkezete

A Cdk1 kis, 34 kDa-os állandósult fehérje. A humán Cdk1-homológ CDK1 élesztőhomológjával közel 63% szekvenciaazonosságot mutat. Ezenkívül a humán CDK1 képes a cdc2-mutációval rendelkező S. pombét menteni. A Cdk1 nagy részét a más fehérjekinázokban is meglévő fehérjekináz-motívum teszi ki. A Cdk1 más kinázokhoz hasonlóan egy réssel rendelkezik, ahová kerülhet ATP. A Cdk1 szubsztrátjai ennek szája közelében kötnek, és a Cdk1 aminosavjai a γ-foszfát a szubsztrát szerin/treoninjának hidroxilcsoportjához kötését katalizálja.
E katalitikus mag mellett a Cdk1 más ciklindependens kinázokhoz hasonlóan T-gyűrűt is tartalmaz, mely ciklin nélkül megakadályozza az aktív helyhez való szubsztrátkötést. Ezenkívül megtalálható egy PSTAIRE hélix, mely ciklinkötéskor az aktív helyet áthelyezi és átrendezi, könnyítve a Cdk1 kinázaktivitását.

## Funkció

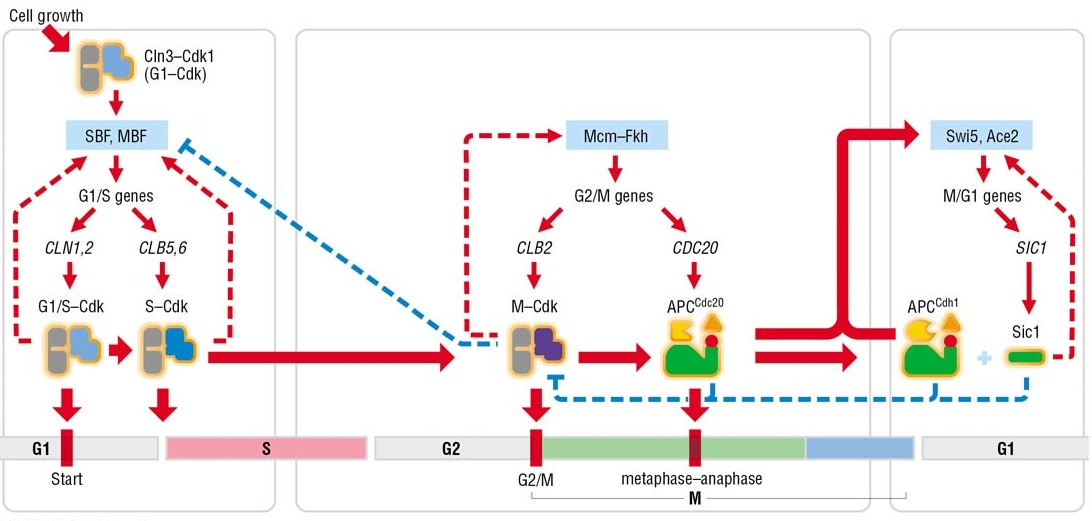
A Cdk1 szerepe a S. cerevisiae sejtciklusban való előrehaladásában. A Cln3-Cdk1 Cln1,2-Cdk1-aktivitást okoz, végül Clb5,6-Cdk1-aktivitást és Clb1-4-Cdk1-aktivitást eredményezve.

A ciklinpartnerhez kötött Cdk1 foszforilációja a sejtciklus előrehaladását okozza. A Cdk1-aktivitás a legjobban a S. cerevisiaeben ismert, így ennek aktivitása szerepel itt.
Az S, cerevisiaeben a sejtciklusba lépést két szabályzó komplex, az SBF (SCB-kötő faktor) és az MBF (MCB-kötő faktor) szabályozza. E két komplex irányítja a G1/S géntranszkripciót, azonban általában inaktívak. Az SBF-et a Whi5 fehérje inhibeálja, azonban a Cln3-Cdk1 általi foszforilációkor ez kikerül, lehetővé téve a G1/S ciklin Cln1,2-t tartalmazó G1/S regulon transzkripcióját. A G1/S ciklin-Cdk1 aktivitás az S fázisba lépést (például centromerek vagy az orsópólustest duplikációját) készíti elő, és megnöveli az S ciklin-szintet (S. cerevisiae-ben Clb5,6). A Clb5,6-Cdk1 komplexek a replikációs origó iniciációját okozzák; azonban a Sic1 ezt inhibeálja, megakadályozva az idő előtti S-fázis-iniciációt.
A Cln1,2 vagy a Clb5,6-Cdk1 komplex aktivitása csökkenti a Sic1-szintet, lehetővé téve a megfelelő belépést az S fázisba. Végül az M ciklinek (például Clb1–4) foszforilációja a Cdk1-gyel alkotott komplexben az orsó összetételét és a testvérkromatidák elrendezését okozza. A Cdk1-foszforiláció aktiválja továbbá az ubikvitin-fehérje ligáz APCCdc20-at, lehetővé téve a kromatidák elválását és az M ciklinek bomlását. Ez végül a mitózis utolsó eseményeit, például az orsók lebomlását és a mitózisból való kilépést okozzák.

## Szabályozás
Sejtciklusban betöltött fontos szerepe révén a Cdk1 erősen szabályozott. A Cdk1-et szabályozza a ciklinpartnereihez való kötése. A ciklinkötés megváltoztatja a Cdk1 aktív helyének hozzáférését, lehetővé téve annak aktivitását, továbbá a ciklinek a Cdk1-aktivitáshoz specifikusak. Bizonyos ciklinek tartalmaznak a szubsztrátokkal közvetlenül kölcsönható hidrofób részt, biztosítva a célspecificitást. Ezenkívül a ciklinek a Cdk1-et bizonyos sejtbeli helyekre mozgathatják.
A ciklinek általi szabályozáson túl a Cdk1-et szabályozza a foszforiláció. Egy állandósult tirozin (emberben Tyr15) foszforilációja inhibeálja a Cdk1-et, ez feltehetően megváltoztatja az ATP elrendeződését, megakadályozva hatékony működését. Az S. pombében például a nem teljes DNS-szintézis ilyen foszforilációt stabilizálhat, megakadályozva a mitózis folytatását. Az eukariótákban állandósult Wee1 foszforilálja a Tyr15-t, a Cdc25 család tagjai ezt csökkentő foszfatázok. A kettő közti egyensúly biztosítja feltehetően a sejtciklus előrehaladását. A Wee1-et a Cdr1, a Cdr2 és a Pom1 irányítja.
A Cdk1-ciklin komplexeket a Cdk-inhibitor fehérjék közvetlen kötése is befolyásolja. Egy ilyen fehérje a Sic1. Ez sztöchiometriai inhibitor, mely közvetlenül köt a Clb5,6-Cdk1 komplexekhez. Cdk1-Cln1/2 által több helyen történő foszforilációja időzíti a Sic1 ubikvitinációját és bomlását, így az S-fázisba lépést is. Csak a Sic1 okozta gátlás megszűnte után kezdődhet a Clb5,6-aktivitás és az S fázis.

## Kölcsönhatások
A Cdk1 az alábbi fehérjékkel lép kölcsönhatásba:
- BCL2,[12][13]
- CCNB1,[14][15][16]
- CCNE1,[14][17]
- CDKN3[18][19]
- DAB2,[20]
- FANCC,[21][22]
- GADD45A,[23][24][25][26]
- LATS1,[27]
- LYN,[28][29]
- P53,[30][31] és
- UBC.[32]

## Fordítás
Ez a szócikk részben vagy egészben  a   Cyclin-dependent kinase 1 című angol Wikipédia-szócikk ezen változatának fordításán alapul.  Az eredeti cikk szerkesztőit annak laptörténete sorolja fel. Ez a jelzés csupán a megfogalmazás eredetét és a szerzői jogokat jelzi, nem szolgál a cikkben szereplő információk forrásmegjelöléseként.